# 珊海王の円環
『珊海王の円環』（さんかいおうのゆびわ）は、エウシュリーより2016年4月28日に発売された18禁美少女アドベンチャーゲーム。

## 概要
海洋を舞台とした戦略SLGでユニットによって難易度が異なる。

## ストーリー
ガウテリオ・ボネッツィという大海を支配した珊海王の財宝の伝説により、6個の円環を巡って火花を散らす。

## 登場人物
アリツ・グラナドス
声 - 紫原遥
水の谷海賊団の見習い船員で円環の争奪戦に身を投じていく。
カーリン・グラナドス
声 - 杉原茉莉
アリツの母で幼少時に死別したが、形見として遺していた “珊海王の円環” が光を帯びた際、に呼応するように霊体として具現化した。
バルミロ・アナヤ
声 - 玉天我
水の谷海賊団の頭領。
ソーニャ
声 - 朝香ナツ
攻撃魔法を得意としている天才魔術師。
ダモン・ホセチョ
声 - 富士爆発
ダモン海賊団のお頭役だがソーニャに海賊団ごと奪われてしまう。
アニエス
声 - 鶴屋春人
階級第八位のアプサエル型天使。
ラファエラ
声 - 椎那天
巨大な海賊船を率いる女船長で魔族と睡魔の間に生まれた魔人。
アルヴィド・グロス
声 - 土門熱
長き刻を生きている強力な暗黒魔法の使い手のヴァンパイア。
ヴィート
声 - はたたまみ
契約者を吸血鬼へと変貌させる能力を持つ魔鎌でアルヴィドを人間から化け物へと変えた。
ボルハ・ロヘル
声 - 刺草ネトル
海商業を営む大商人で領地を荒らす海賊に辟易していて財力で配下の者に円環を奪わせる。
ルェアイ
声 - 陽月ひおり
やり手の獣人の商売人で絹の海を拠点として活動する。
イルヤナ・ヒュル
声 - 古河徹人
神出鬼没な危険種として恐れられる黒い肌のエルフ。
レラージェ
声 - 風見トーリ
“乱塵の狩人” とも呼ばれる魔神。
ヴェパルー
声 - 羽鳥空
人魚のような姿の魔神。

## スタッフ
- キャラクターデザイン・原画 - やくり、夜ノみつき、うろ
- シナリオ - 藤原組長、八雲意宇、如月聖
- 音楽 - Emotional Union